# Božići (Bosanska Dubica, BiH)
Božići je naseljeno mjesto u sastavu općine Bosanska Dubica, Republika Srpska, BiH.

## Stanovništvo
| Božići             |              |
| godina popisa      | 1991.        |
| Srbi               | 349 (84,30%) |
| Hrvati             | 6 (1,45%)    |
| Muslimani          | 44 (10,63%)  |
| Jugoslaveni        | 8 (1,93%)    |
| ostali i nepoznato | 7 (1,69%)    |
| ukupno             | 414          |